# Polygala messambuziensis
Polygala messambuziensis är en jungfrulinsväxtart som beskrevs av Jorge Américo Rodrigues Paiva. Polygala messambuziensis ingår i släktet jungfrulinssläktet, och familjen jungfrulinsväxter. Inga underarter finns listade i Catalogue of Life.